# Eje transversal PE-02 (Perú)
El Eje transversal PE-02 es uno de los veinte ejes que forman parte de la red transversal de Red Vial Nacional del Perú. Está conformado por las rutas nacionales PE-02, PE-02 A, PE-02 B y  PE-02 C. Recorre los departamentos de Piura y Cajamarca.

## Rutas
- PE-02: Desvío Paita-Paita
- PE-02 A: Desvío Huancabamba-Huancabamba
- PE-02 B: Sondor-Desvío Puente Tamborapa
- PE-02 C: Desvío Puente Carrasquillo-Carrasquillo